# Калцуна (Бузау)
Калцуна (рум. Călțuna) насеље је у Румунији у округу Бузау у општини Смени. Oпштина се налази на надморској висини од 68 m.

## Становништво
Према подацима из 2002. године у насељу је живело 561 становника, од којих су сви румунске националности.